# Andrejs Cigaņiks
Andrejs Cigaņiks (Riga, 1997. április 12. –) lett válogatott labdarúgó, a svájci Luzern hátvéde.

## Pályafutása

### Klubcsapatokban
Cigaņiks a lett fővárosban, Rigában született. Az ifjúsági pályafutását a helyi Skonto csapatában kezdte, majd a német Bayer Leverkusen akadémiájánál folytatta.
2016-ban mutatkozott be a Bayer Leverkusen felnőtt keretében. A 2016–17-es szezonban a Viktoria Köln csapatát erősítette kölcsönben. 2017-ben a Schalke 04 II, majd 2018-ban a holland Cambuur szerződtette. 2019-ben visszatért Lettországba és az RFS-nél folytatta a labdarúgást. 2020-ban az ukrán Zorja Luhanszkhoz írt alá. 2021-ben a szlovák első osztályban szereplő Dunajská Stredához igazolt. Először a 2021. július 25-ei, Zemplín Michalovce ellen 4–1-re elvesztett mérkőzésen lépett pályára. Első gólját 2022. április 16-án, a Žilina ellen hazai pályán 2–0-ás győzelemmel zárult találkozón szerezte meg. 2023. január 2-án másfél éves szerződést kötött a lengyel első osztályban érdekelt Widzew Łódź együttesével.
2024. július 5-én a svájci Luzern szerződtette.

### A válogatottban
Cigaņiks az U16-ostól az U21-esig több korosztályos válogatottban is képviselte Lettországot.
2018-ban debütált a felnőtt válogatottban. Először a 2018. október 13-ai, Kazahsztán ellen 1–1-es döntetlennel zárult mérkőzés 67. percében, Ritvars Ruginst váltva lépett pályára. Első válogatott gólját 2021. szeptember 1-jén, Gibraltár ellen 3–1-re megnyert VB-selejtezőn szerezte meg.

## Statisztikák
2024. szeptember 1. szerint

| Klub            | Szezon   | Osztály            | Bajnokság | Bajnokság | Kupa és Ligakupa | Kupa és Ligakupa | Nemzetközi | Nemzetközi | Összesen | Összesen |
| Klub            | Szezon   | Osztály            | Meccs     | Gól       | Meccs            | Gól              | Meccs      | Gól        | Meccs    | Gól      |
| --------------- | -------- | ------------------ | --------- | --------- | ---------------- | ---------------- | ---------- | ---------- | -------- | -------- |
| Cambuur         | 2018–19  | Eerste Divisie     | 31        | 1         | 2                | 1                | —          | —          | 33       | 2        |
| RFS             | 2019     | Optibet Virslīga   | 14        | 1         | 3                | 0                | 2          | 0          | 19       | 1        |
| Zorja Luhanszk  | 2019–20  | Premjer Liha       | 4         | 0         | 0                | 0                | —          | —          | 4        | 0        |
| Zorja Luhanszk  | 2020–21  | Premjer Liha       | 17        | 0         | 3                | 0                | 5          | 0          | 25       | 0        |
| Dunajská Streda | 2021–22  | Fortuna Liga       | 31        | 2         | 1                | 0                | 2          | 0          | 34       | 2        |
| Dunajská Streda | 2022–23  | Fortuna Liga       | 7         | 0         | 2                | 1                | 3          | 1          | 12       | 2        |
| Widzew Łódź     | 2022–23  | Ekstraklasa        | 15        | 1         | 0                | 0                | —          | —          | 15       | 1        |
| Widzew Łódź     | 2023–24  | Ekstraklasa        | 28        | 3         | 2                | 1                | —          | —          | 30       | 4        |
| Luzern          | 2024–25  | Swiss Super League | 6         | 1         | 0                | 0                | —          | —          | 6        | 1        |
| Összesen        | Összesen | Összesen           | 153       | 9         | 13               | 3                | 12         | 1          | 178      | 13       |

### A válogatottban
| Válogatott | Év       | Pályára lépés | Gól |
| ---------- | -------- | ------------- | --- |
| Lettország | 2018     | 4             | 0   |
| Lettország | 2019     | 4             | 0   |
| Lettország | 2020     | 8             | 0   |
| Lettország | 2021     | 13            | 1   |
| Lettország | 2022     | 10            | 1   |
| Lettország | 2023     | 10            | 0   |
| Lettország | 2024     | 4             | 2   |
| Összesen   | Összesen | 53            | 4   |

#### Góljai a válogatottban
| # | Időpont             | Helyszín                          | Ellenfél  | Gólok | Eredmény              | Kiírás                           |
| - | ------------------- | --------------------------------- | --------- | ----- | --------------------- | -------------------------------- |
| 1 | 2021. szeptember 1. | Daugava Stadion, Riga, Lettország | Gibraltár | 3–1   | 3–1                   | 2022-es VB-selejtező             |
| 2 | 2022. november 19.  | Daugava Stadion, Riga, Lettország | Izland    | 1–1   | 1–1 (büntetőkkel 8–9) | 2022-es Balti-kupa               |
| 3 | 2024. március 21.   | AÉK Aréna, Lárnaka, Ciprus        | Ciprus    | 1–1   | 1–1                   | Barátságos mérkőzés              |
| 4 | 2024. június 11.    | Daugava Stadion, Riga, Lettország | Feröer    | 1–0   | 1–0                   | 2024-es Balti-kupa bronzmérkőzés |